# Kumang
Kumang är en gudom i Ibanernas religion på Borneo. Hon är en modergudinna som ger sitt stöd till dem hon gynnar under strid. Hon är paradisets härskare. 
Hon är gift med risguden Kling, som är en av huvudgudarna. 